# Grundrente
Als Grundrente oder Garantierente bezeichnet man eine Altersrente, auf die die Bezieher nicht nur einen Anspruch in der, z. B. durch eine Rentenformel ermittelten, rechnerischen Höhe, sondern – meist nach Erfüllung bestimmter Voraussetzungen – in einer durch politische Entscheidungsträger festgelegten Mindesthöhe haben. 

## Grundrente in Deutschland

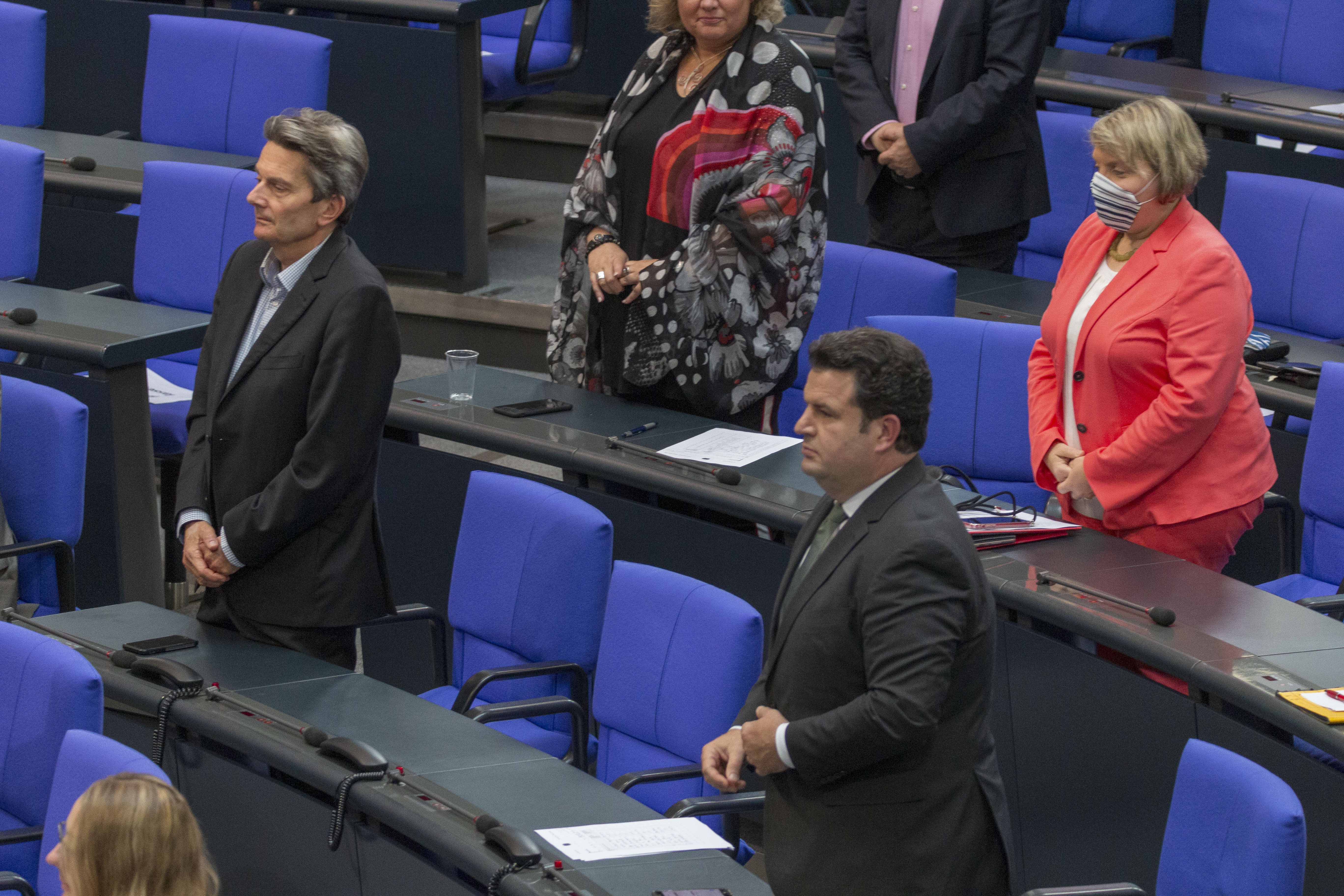
Verabschiedung der Grundrente am 2. Juli 2020 im Deutschen Bundestag, hier u. a. Hubertus Heil

In Deutschland wurde eine Grundrente mit dem Ziel eingeführt, die „Lebensleistung“ von Arbeitnehmern zu würdigen, indem sie nach einem Leben voller Arbeit trotz eines geringen Entgelts eine auskömmliche Rente erhalten sollen. Sie wird auch als „Respektrente“ („Wort des Jahres“ in Deutschland im Jahr 2019) bezeichnet. Der Sozialversicherungsexperte Tim Köhler-Rama bezeichnet die Grundrente als „Etikettenschwindel“, weil es sich dabei faktisch nur um einen Rentenzuschlag für langjährig Versicherte handele. Der Grundrentenzuschlag beträgt durchschnittlich 86 Euro.
Im Juli 2020 beschloss der Bundestag die Grundrente ab 2021 als Aufstockung der gesetzlichen Renten für Versicherte ab 33 Beitragsjahren (durch Beitragszahlungen, Kindererziehung oder Pflegetätigkeit), die im Jahresdurchschnitt 30 bis 80 % des Durchschnittslohns verdienten. Ein Grundrentenanspruch besteht bis zum Monatseinkommen von 1250 Euro (Paare: 1950 Euro). Durchschnittsverdiener erhalten im Jahr 1,0 Entgeltpunkte. 30 bis 80 % vom mittleren Einkommen sind 0,3 bis 0,8 Punkte im Jahr. Die Grundrente „verdoppelt“ Entgeltpunkte jener, die im Schnitt der 35 Jahre 0,3 bis 0,8 Punkte im Jahr erhielten, auf bis zu 0,8 Punkte im Jahr. Der erzielte Aufschlag sinkt um 12,5 %. Je Punkt gibt es 33,05 € (im Beitrittsgebiet 31,89 €) Rente. Beispielsweise erhielt eine Friseurin mit 40 Jahren Lohn unter 60 % des Durchschnitts 0,4 Punkte im Jahr. Bisher erhielte sie als Monatsrente im Westen 528,80 €. Die Entgeltpunkte werden für 35 der 40 Jahre um 0,4 im Jahr erhöht (35 × 0,4 × 33,05 € = 462,70 €). Zieht man 12,5 % ab, ist ihr Grundrentenzuschlag 404,86 €. Ihre Rente steigt ab 2021 von 528,80 € auf 933,66 €.
Aufgrund der komplizierten technischen Umsetzung – die Einkommensprüfung erfordert einen Datenaustausch zwischen Rentenversicherung und Finanzämtern – hat sich der Beginn der Auszahlung der Grundrente bis Ende 2022 verzögert, wobei Zahlungen rückwirkend erfolgen und die Berechnungen ab dem 1. Januar 2021 vorgenommen werden. Überprüft wurden 26 Mio. Renten; rund 1,1 Mio. Rentenzahlungen werden durch einen individuell berechneten Zuschlag aufgestockt.
Zusätzlich zur Grundrente gibt es noch die Regelung zur Rente nach Mindestentgeltpunkten, welche die Rente für Versicherte mit geringem Einkommen zusätzlich aufstockt.
Die Grundrente wird aus Steuermitteln finanziert. Der Bundeszuschuss wurde im Jahr 2021 um 1,4 Mrd. Euro erhöht und wird danach entsprechend den gesetzlichen Vorschriften fortgeschrieben. So wird eine zusätzliche Belastung der Beitragszahler vermieden.
Rund ein Viertel der Gesamtaufwendungen für die Grundrente entfällt auf die jährliche Überprüfung des Einkommens der Rentenbezieher.

## Schwedische Garantierente
Als Garantierente (Garantipension) wird in Schweden seit der Rentenreform von 1999 eine Grundrentenleistung bezeichnet. Hervorgegangen ist diese aus der „Volksrente“ (Folkpension). Es handelt sich dabei um eine Grundsicherung, die allerdings an bestimmte Voraussetzungen gebunden ist. Eine Bedürftigkeitsprüfung der Vermögens- und Einkommensverhältnisse findet nur in geringem Maße statt, jedoch sind bestimmte Anwartschaftszeiten zu erfüllen. Das Renteneintrittsalter beträgt 65 Jahre (nicht flexibel), die Höhe ist abhängig u. a. vom Familienstand und von der Dauer des Wohnsitzes im Inland (Mindestvoraussetzung 3 Jahre). Von der Konzeption her ist die Garantierente eine staatlich finanzierte Aufstockung der Einkommensrente (Inkomstpension, entsprechend der deutschen gesetzlichen Rentenversicherung) – bedarfsorientiert, bedürftigkeitsgeprüft und existenzsichernd.
Die volle Garantierente erhält, wer ab dem 25. Lebensjahr über 40 Jahre Anwartschaften in Schweden erlangte (inklusive Arbeits-, Ausbildungs- und Wehrdienstzeiten ab 16). Auch ein Studium wird einbezogen. Kürzere Ansprüche mindern den Rentenanspruch, der aber zusammen mit dem Wohngeld ebenfalls existenzsichernd sein kann. Das Garantierenten-Niveau liegt etwas über der Sozialhilfe und ist abhängig von der Höhe der Einkommensrente (u. a. Schwellenwert). Dies verhindert, dass Bezieher, die nie oder nur wenig arbeiteten, gleiche Ansprüche erhalten wie jene, die hohe Anwartschaften erarbeiteten.
Die Garantierente vermeidet für große Teile der Altersbevölkerung den Sozialhilfe-Bezug. Da die frühere „Volksrente“ wie die als Grundrente konzipierte Garantierente manche Personengruppen (z. B. Migranten) nicht oder ungenügend erreicht, gab es immer in Schweden auch Sozialhilfe bzw. Armenhilfe. Betriebs- und private Renten werden nicht, wie bei der deutschen Grundsicherung, von der Garantierente abgezogen.
Das schwedische Rentensystem umfasst neben der Garantierente eine gesetzliche Einkommensrente, eine obligatorische kapitalgedeckte Prämienrente (ähnlich der deutschen Riester-Rente nur ohne staatliche Förderung) sowie die betriebliche und individuell-private Vorsorge. 1999 einigten sich alle Parteien mit Ausnahme der Umweltpartei / Grüne (Miljöparti de Gröna) und der Linkspartei (Vänsterpartiet) auf eine Rentenreform. Dabei senkt ein hoher demografischer Faktor das Rentenniveau schrittweise stark ab. Dadurch steigt der Anteil der Rentenaufstockung zur Garantierente entsprechend an. Man rechnete in der Anfangsphase mit einer Aufstockungsquote von rund 40 %. Dabei ging man für allein auf die Garantierente angewiesene Bezieher von 2 % aus.
Die Höhe der Garantierente für Alleinstehende betrug im Jahre 2016 7900 Kronen (ca. 850 €) pro Monat. Die Garantierente ist einkommensteuerpflichtig, der Nettobetrag liegt je nach Wohnort bei etwa 6150 Kronen (ca. 660 €) pro Monat.

## Niederländische Grundrente
Die Altersversorgung in den Niederlanden umfasst drei Säulen: Grundrente, betriebliche Zusatzrentenversicherungen (für alle Angestellten verpflichtend) und die private Altersvorsorge.
Anspruch auf Grundrente haben Niederländer ohne Bedürftigkeitsprüfung ab Beginn des Rentenalters: Alleinstehende Rentner erhalten 70 % des Mindestlohns, Paare erhalten pro Partner 50 %. War man zwischen 15 und 65 Jahren nicht ständig in den Niederlanden versichert, senkt jedes fehlende Versicherungsjahr die Grundrente um 2 %. Erziehungs- oder Pflegezeiten sowie Zeiten der  Arbeitslosigkeit werden nicht gesondert behandelt, da sich der Anspruch ausschließlich nach der Wohnsitzdauer richtet. Gesetzliche Rentenansprüche werden zu 100 % auf die Grundsicherungsleistung angerechnet, betriebliche und private Renten werden teilweise angerechnet. Wer nicht arbeitete, erhält die Grundrente, aber keine Betriebsrente. Personen, die aufgrund fehlender Zeiten nicht das Grundrentenniveau erreichen, erhalten gegebenenfalls bedürftigkeitsgeprüfte Unterstützungsleistungen, die geringer sind als das Grundrentenniveau.
Finanziert wird die Grundrente durch Umlagen aus Beiträgen der Arbeitnehmer und Selbständigen. Einen Arbeitgeberbeitrag gibt es bei der Betriebsrente, nicht aber bei der Grundrente. Gegebenenfalls kommt ein Staatszuschuss hinzu.

## Dänische Grundrente
In Dänemark gibt es eine steuerfinanzierte Grundrente, genannt „Volksrente“. Das Renteneintrittsalter wird in Dänemark bis 2040 schrittweise von 67 auf 70 Jahre angehoben. Eine 40-jährige Dauer des Wohnsitzes in Dänemark berechtigt zum Bezug der vollen Grundrente. Für jedes fehlende Jahr wird der Anspruch um 2,5 Prozent gekürzt. Ausländer müssen 10 Jahre mit Wohnsitz in Dänemark angemeldet gewesen sein, davon 5 Jahre unmittelbar vor Rentenbeginn.
Bei einer zu niedrigen Grundrente können unter Berücksichtigung des Vermögens Einkommenshilfen beantragt werden. Die Volksrente wird durch eine Rente aus einem kollektiven kapitalgedeckten Arbeitsmarktfonds ergänzt, in den Arbeitnehmer einzahlen müssen. Die Grundrente betrug 2024 etwa 860 Euro pro Monat.